# Сельское поселение Кривандинское
Сельское поселение Кривандинское — упразднённое муниципальное образование (сельское поселение) в Шатурском муниципальном районе Московской области. Было образовано в 2005 году. Включает 33 населённых пункта.
Административный центр — село Кривандино.

## География
Общая площадь — 448,24 км².
Сельское поселение Кривандинское находится в центре Шатурского района.
Территория поселения характеризуется большим распространением болот и озёр с сосновыми лесами, с примесью березы на песчаных подзолистых и болотных почвах. Наличие многочисленных болот и торфяников обусловлено близким залеганием водоупорных юрских глин, плоским рельефом и слабым дренажом.
По территории сельского поселения протекают реки Поля и Воймега. В его восточной части располагаются Туголесские озёра (Великое, Глубокое, Долгое, Линёво, Миловское, Свиношное, Воймега, Карасово, Удебное и Сереброво).
Границы муниципального образования определяются законом Московской области «О статусе и границах Шатурского муниципального района и вновь образованных в его составе муниципальных образований». Сельское поселение Кривандинское граничит с:
- городским поселением Мишеронским Шатурского муниципального района (на севере),
- городским поселением Черусти Шатурского муниципального района (на северо-востоке),
- сельским поселением Пышлицким Шатурского муниципального района (на юго-востоке),
- сельским поселением Дмитровским Шатурского муниципального района (на юге),
- сельским поселением Саввинским Егорьевского муниципального района (на юго-западе)
- городским поселением Шатура Шатурского муниципального района (на северо-западе)

## Население
| 2006  | 2007  | 2008  | 2009  | 2010  | 2011  |
| ----- | ----- | ----- | ----- | ----- | ----- |
| 8502  | ↘8236 | ↗8241 | ↗8257 | ↗8505 | ↘8440 |
| 2012  | 2013  | 2014  | 2015  | 2016  | 2017  |
| →8440 | ↘8424 | ↘8387 | ↗8400 | ↘8359 | ↘8327 |

## История
В ходе муниципальной реформы, проведённой после принятия федерального закона 2003 года «Об общих принципах организации местного самоуправления в Российской Федерации», в Московской области были сформированы городские и сельские поселения.
Сельское поселение Кривандинское было образовано согласно закону Московской области от 21 января 2005 г. № 18/2005-ОЗ «О статусе и границах Шатурского муниципального района и вновь образованных в его составе муниципальных образований».
В состав сельского поселения вошли населённые пункты Кривандинского и Лузгаринского сельского округа. Старое деление на сельские округа было отменено позже, в 2006 году.

## Состав
В состав сельского поселения Кривандинское входят 33 населённых пункта (2 села, 7 посёлков и 24 деревни):
| Вид     | Наименование                      | Население, чел. (2010) | ОКАТО          | Бывшая административная единица |
| ------- | --------------------------------- | ---------------------- | -------------- | ------------------------------- |
| деревня | Алексино-Туголес                  | 162                    | 46 257 820 009 | Лузгаринский сельский округ     |
| деревня | Ананкино                          | 22                     | 46 257 820 002 | Лузгаринский сельский округ     |
| деревня | Варюковка                         | 35                     | 46 257 820 008 | Лузгаринский сельский округ     |
| деревня | Васюковка                         | 47                     | 46 257 820 007 | Лузгаринский сельский округ     |
| посёлок | Воймежный                         | 23                     | 46 257 820 027 | Лузгаринский сельский округ     |
| деревня | Вяхирево                          | 14                     | 46 257 820 010 | Лузгаринский сельский округ     |
| деревня | Горяновская                       | 50                     | 46 257 820 014 | Лузгаринский сельский округ     |
| деревня | Дуреевская                        | 54                     | 46 257 820 005 | Лузгаринский сельский округ     |
| деревня | Ивановская                        | 6                      | 46 257 820 019 | Лузгаринский сельский округ     |
| деревня | Инюшинская                        | 27                     | 46 257 820 003 | Лузгаринский сельский округ     |
| деревня | Климовская                        | 10                     | 46 257 820 004 | Лузгаринский сельский округ     |
| село    | Кривандино                        | 1103                   | 46 257 816 001 | Кривандинский сельский округ    |
| деревня | Кузяевская                        | 7                      | 46 257 820 011 | Лузгаринский сельский округ     |
| деревня | Курьяниха                         | 45                     | 46 257 820 013 | Лузгаринский сельский округ     |
| деревня | Левинская                         | 37                     | 46 257 820 016 | Лузгаринский сельский округ     |
| посёлок | Леспромхоза                       | 3                      | 46 257 816 003 | Кривандинский сельский округ    |
| деревня | Лешниково                         | 13                     | 46 257 820 020 | Лузгаринский сельский округ     |
| деревня | Лузгарино                         | 161                    | 46 257 820 028 | Лузгаринский сельский округ     |
| деревня | Мелиховская                       | 43                     | 46 257 820 015 | Лузгаринский сельский округ     |
| деревня | Минино                            | 32                     | 46 257 820 023 | Лузгаринский сельский округ     |
| деревня | Митинская                         | 17                     | 46 257 820 018 | Лузгаринский сельский округ     |
| деревня | Никитинская                       | 34                     | 46 257 816 004 | Кривандинский сельский округ    |
| посёлок | Осаново-Дубовое                   | 1006                   | 46 257 816 009 | Кривандинский сельский округ    |
| деревня | Починки                           | 12                     | 46 257 820 021 | Лузгаринский сельский округ     |
| деревня | Семёновская                       | 91                     | 46 257 820 022 | Лузгаринский сельский округ     |
| посёлок | Семёновский Завод                 | 20                     | 46 257 820 025 | Лузгаринский сельский округ     |
| деревня | Сидоровская                       | 14                     | 46 257 820 024 | Лузгаринский сельский округ     |
| посёлок | станции Осаново                   | 0                      | 46 257 820 026 | Лузгаринский сельский округ     |
| деревня | Стенинская                        | 25                     | 46 257 820 017 | Лузгаринский сельский округ     |
| село    | Туголес                           | 10                     | 46 257 820 012 | Лузгаринский сельский округ     |
| посёлок | Туголесский Бор                   | 2377                   | 46 257 820 001 | Лузгаринский сельский округ     |
| деревня | Харинская                         | 50                     | 46 257 820 006 | Лузгаринский сельский округ     |
| посёлок | центральной усадьбы совхоза «Мир» | 2955                   | 46 257 816 002 | Кривандинский сельский округ    |

## Органы местного самоуправления
Структуру органов местного самоуправления сельского поселения Кривандинское составляют:
- Совет депутатов сельского поселения Кривандинское (представительный орган);
- глава сельского поселения Кривандинское;
- администрация сельского поселения Кривандинское (исполнительно-распорядительный орган).

Совет депутатов сельского поселения Кривандинское состоит из 10 депутатов, избираемых на муниципальных выборах сроком на 5 лет.
Глава сельского поселения Кривандинское избирается населением сельского поселения Кривандинское на основе всеобщего равного и прямого избирательного права при тайном голосовании сроком на 5 лет. Порядок проведения выборов главы сельского поселения Кривандинское определяется законом Московской области. Глава сельского поселения возглавляет администрацию сельского поселения.

## Экономика и инфраструктура
На территории сельского поселения Кривандинское проходит двухпутная железнодорожная линия широкой колеи Москва — Казань с железнодорожной станцией в село Кривандино и однопутная железнодорожная линия Кривандино-Рязановка. По территории поселения проходит участок автомобильной дороги Р106.

## Достопримечательности
Памятники архитектуры:
- Пятницкий храм села Туголес  Объект культурного наследия № 5000002777№ 5000002777

## Известные уроженцы и жители
- Щелконогов Григорий Алексеевич (п. Туголесский Бор) — участвовал в Московском параде Победы (1945).